# Bethesda Game Studios
A Bethesda Game Studios é uma desenvolvedora norte-americana de jogos eletrônicos sediada em Rockville, Maryland. É uma divisão da Bethesda Softworks, e foi estabelecida em 2001 após uma reestruturação interna promovida pela ZeniMax Media.
Desde sua fundação, a empresa tem trabalhado principalmente em títulos das séries The Elder Scrolls e Fallout. Em 21 de setembro de 2020, a ZeniMax Media, empresa mãe da Bethesda estaria se juntando a o Xbox Game Studios no valor de US$ 7.5 bilhões.

## Jogos
| Ano  | Título                             | Plataformas                                      |
| ---- | ---------------------------------- | ------------------------------------------------ |
| 2002 | The Elder Scrolls III: Morrowind   | Microsoft Windows, Xbox                          |
| 2004 | IHRA Professional Drag Racing 2005 | PlayStation 2, Xbox                              |
| 2006 | The Elder Scrolls IV: Oblivion     | Microsoft Windows, PlayStation 3, Xbox 360       |
| 2008 | Fallout 3                          | Microsoft Windows, PlayStation 3, Xbox 360       |
| 2011 | The Elder Scrolls V: Skyrim        | Microsoft Windows, PlayStation 3, Xbox 360       |
| 2015 | Fallout Shelter                    | Android, iOS                                     |
| 2015 | Fallout 4                          | Microsoft Windows, PlayStation 4, Xbox One       |
| 2018 | Fallout 76                         | Microsoft Windows, PlayStation 4, Xbox One       |
| 2019 | The Elder Scrolls: Blades          | Android, iOS, Nintendo Switch, Microsoft Windows |
| 2023 | Starfield                          | Microsoft Windows, Xbox Series X\|S              |
| —    | The Elder Scrolls VI               | —                                                |

### Expansões
| Ano  | Título                | Jogo                             | Plataformas                                |
| ---- | --------------------- | -------------------------------- | ------------------------------------------ |
| 2002 | Tribunal              | The Elder Scrolls III: Morrowind | Microsoft Windows                          |
| 2003 | Bloodmoon             | The Elder Scrolls III: Morrowind | Microsoft Windows                          |
| 2006 | Knights of the Nine   | The Elder Scrolls IV: Oblivion   | Microsoft Windows, PlayStation 3, Xbox 360 |
| 2007 | Shivering Isles       | The Elder Scrolls IV: Oblivion   | Microsoft Windows, PlayStation 3, Xbox 360 |
| 2009 | Operation: Anchorage  | Fallout 3                        | Microsoft Windows, PlayStation 3, Xbox 360 |
| 2009 | The Pitt              | Fallout 3                        | Microsoft Windows, PlayStation 3, Xbox 360 |
| 2009 | Broken Steel          | Fallout 3                        | Microsoft Windows, PlayStation 3, Xbox 360 |
| 2009 | Point Lookout         | Fallout 3                        | Microsoft Windows, PlayStation 3, Xbox 360 |
| 2009 | Mothership Zeta       | Fallout 3                        | Microsoft Windows, PlayStation 3, Xbox 360 |
| 2012 | Dawnguard             | The Elder Scrolls V: Skyrim      | Microsoft Windows, PlayStation 3, Xbox 360 |
| 2012 | Hearthfire            | The Elder Scrolls V: Skyrim      | Microsoft Windows, PlayStation 3, Xbox 360 |
| 2012 | Dragonborn            | The Elder Scrolls V: Skyrim      | Microsoft Windows, PlayStation 3, Xbox 360 |
| 2016 | Automatron            | Fallout 4                        | Microsoft Windows, PlayStation 4, Xbox One |
| 2016 | Wasteland Workshop    | Fallout 4                        | Microsoft Windows, PlayStation 4, Xbox One |
| 2016 | Far Harbor            | Fallout 4                        | Microsoft Windows, PlayStation 4, Xbox One |
| 2016 | Contraptions Workshop | Fallout 4                        | Microsoft Windows, PlayStation 4, Xbox One |
| 2016 | Vault-Tec Workshop    | Fallout 4                        | Microsoft Windows, PlayStation 4, Xbox One |
| 2016 | Nuka-World            | Fallout 4                        | Microsoft Windows, PlayStation 4, Xbox One |
| 2020 | Wastelanders          | Fallout 76                       | Microsoft Windows, PlayStation 4, Xbox One |